# العماري (العدين)

تعديل مصدري - تعديل

العماري محلة تابعة لقرية الرئاس، التابعة لعزلة السارة بمديرية العدين إحدى مديريات محافظة إب في الجمهورية اليمنية، بلغ تعداد سكانها 93 حسب تعداد اليمن لعام 2004.